# Großer Preis von Italien 1949

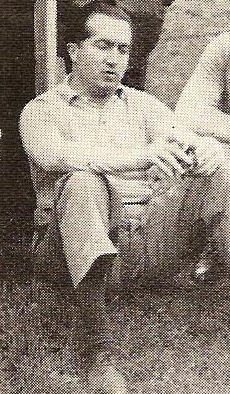
Sieger: Alberto Ascari

Der XIX. Große Preis von Italien und gleichzeitig IX. Große Preis von Europa war ein Formel-1-Rennen, das am 11. September 1949 auf dem Autodromo Nazionale Monza nahe Mailand stattfand. Das Rennen zählte zur Kategorie der Grandes Épreuves und wurde nach den Bestimmungen der Internationalen Formel 1 (Rennwagen bis 1,5 Liter Hubraum mit Kompressor oder bis 4,5 Liter Hubraum ohne Kompressor; Renndistanz mindestens 300 km bzw. mindestens drei Stunden Renndauer) über 80 Runden à 6,28 km ausgetragen, was einer Gesamtdistanz von 502,38 km entsprach.
Sieger wurde Alberto Ascari auf einem Ferrari 125 F1, der damit endgültig seinen Durchbruch als internationaler Spitzenfahrer erzielte.

## Rennen
Erstmals nach dem Krieg kehrte der Große Preis von Italien an seinen angestammten Ort auf dem Autodrom von Monza zurück. Nach Kriegsende war das Gelände als Arsenal für nicht mehr benötigte Militärfahrzeuge der Alliierten genutzt worden, was die gesamte Anlage schwer in Mitleidenschaft gezogen hatte. Nach dem Beschluss, die Strecke wieder herzustellen, gelang die Beseitigung der Schäden jedoch wesentlich schneller und einfacher als befürchtet, sodass schon im Herbst 1948 mit dem Gran Premio di Monza mit großem Erfolg wieder ein großes internationales Rennen veranstaltet werden konnte, das in der Lage war, dem eigentlichen Großen Preis von Italien, der in diesem Jahr auf einer behelfsmäßigen Rennstrecke im Valentino-Park zu Turin ausgetragen wurde, unmittelbar den Rang abzulaufen.
Für 1949 bereiteten dem Veranstalter jedoch andere Dinge Sorgen. Mit dem Rückzug von Alfa Romeo aus der Formel 1 – das Team, das wie kein anderes das Land auf den Grand-Prix-Strecken der Welt repräsentiert hatte – war die Hauptattraktion für das Publikum verloren gegangen, und weder Maserati, an chronischer Unterfinanzierung leidend, noch die soeben erst zum eigenständigen Hersteller aufgestiegene Scuderia Ferrari schienen in der Lage, die hierdurch entstandene Lücke zu füllen.
Der Maserati 4CLT/48 erhielt gleich bei seinem Debüt in der Saison 1948 nach dem Ort seines dortigen Erfolgs den Beinamen San Remo. Die wie üblich nicht vom Werk selbst, sondern von mehreren Kundenteams eingesetzten Autos befanden sich danach jedoch häufig mangels ausreichender Wartung in einem schlechten Zustand, zeigten eine selbst für damalige Verhältnisse hohe Ausfallquote und wurden im direkten Vergleich von den übermächtigen Alfa Romeo Alfetta regelmäßig deklassiert.
Immerhin stellten die Maseratis zumindest zahlenmäßig weiterhin das Rückgrat der Teilnehmerfelder, so auch beim Großen Preis von Italien, bei dem neun an den Start gingen. Allerdings waren zu Beginn der Saison die beiden Spitzenfahrer Luigi Villoresi und Alberto Ascari von der Scuderia Ferrari abgeworben worden. Beide waren eng miteinander befreundet und von den Teams daher nur zusammen zu verpflichten, sodass die bei Maserati verbliebenen Fahrer, darunter Emmanuel de Graffenried, Prinz Bira und Reginald Parnell als die bekanntesten Namen, eher die zweite Reihe des Grand-Prix-Sports verkörperten.
Ferraris erste Formel-1-Eigenkonstruktion, der Ferrari 125 GPC, hatte beim ersten Auftritt Ende der Saison 1948 beim Großen Preis von Italien nicht allzu sehr überzeugt und einige grundlegende Mängel offenbart. Chefdesigner Gioacchino Colombo hatte die Konstruktion möglichst einfach halten wollen und deshalb auf DOHC-Ventilsteuerung und Zweistufenkompressor zunächst verzichtet. Damit war der V12-Motor nicht stärker als Maseratis Vierzylinder und außerdem führte der extrem kurze Radstand zu einem äußerst problematischen Fahrverhalten. So machte sich Colombo umgehend an eine verbesserte Version mit völlig neu konstruiertem Zylinderkopf, jetzt mit zwei obenliegenden Nockenwellen je Zylinderbank, rollengelagerter Kurbelwelle, Doppelkompressor und deutlich längerem Radstand. Die finanziellen und technischen Möglichkeiten des noch jungen Werks waren jedoch durch den Betrieb des Rennstalls wie auch durch die parallel laufende Fabrikation von Sportwagen weitgehend erschöpft, sodass sich die Fertigstellung bis weit in die Saison hinein verzögerte.
Wenige Wochen vor dem Heim-Grand-Prix unternahm Enzo Ferrari schließlich einen regelrechten Erpressungsversuch wegen finanzieller Unterstützung und kündigte an, sich ab sofort jeglicher Rennaktivitäten in Italien zu enthalten, eine Taktik, die er auch später immer wieder mit Erfolg anwandte. Der italienische Automobilclub ACI reagierte sofort und stellte aus Sorge um die Attraktivität des Starterfelds eine beträchtliche Summe in Aussicht, auszahlbar an den italienischen Rennstall, der zum Großen Preis von Italien mit zwei Exemplaren einer neuen Konstruktion aufwarten konnte. So war Ferrari in Monza schließlich doch noch mit einem stattlichen Team von vier Fahrzeugen vertreten, wobei Alberto Ascari, der beim Großen Preis der Schweiz gerade den ersten Sieg für Ferrari bei einem Grande Épreuve errungen hatte, wie auch seinem engen Freund Luigi Villoresi die beiden neuen Rennwagen vom Typ Ferrari 125 F1 zur Verfügung gestellt wurden. Raymond Sommer und Felice Bonetto sowie der auf eigene Rechnung fahrende Brite Peter Whitehead mussten sich mit den Vorläufermodellen zufriedengeben.
Die angekündigten Finanzhilfen hatten umgehend Begehrlichkeiten auch an anderer, gänzlich unerwarteter Stelle hervorgerufen. Der Motorenspezialist Professor Mario Speluzzi hatte bereits für die Scuderia Milan einige Maseratis nach seinen Vorstellungen modifiziert. Nachdem das Team in der Zwischenzeit in finanzielle Schwierigkeiten geraten war und den Grand-Prix-Sport Ende 1948 ganz eingestellt hatte, sah es die Chance, ebenfalls von dieser Ausschreibung zu profitieren. Beim „neuen“ Modell handelte es sich jedoch im Wesentlichen um zwei gebrauchte Maserati 4CLT/48, deren Motoren von Speluzzi einigen größeren Veränderungen – darunter auch die Verwendung der größten bislang im Grand-Prix-Sport gesehenen Kompressoren – unterzogen wurden. Die eigentliche Schwachstelle des Maserati, seine mangelnde Zuverlässigkeit, konnte jedoch nicht behoben werden; denn es stand nicht genügend Zeit für ein umfassendes Erprobungsprogramm zur Verfügung. So spielten die beiden Autos im Großen Preis von Italien keine Rolle, obwohl mit Giuseppe Farina und Piero Taruffi zwei der namhaftesten Piloten ihrer Zeit zur Verfügung standen. Farina wird nachgesagt, er habe seinen Maserati-Milan im Rennen in aussichtsloser Position aus Frustration kurzerhand abgestellt. Ob das Team am Ende mit seinem Anspruch auf Teilhabe bei der Vergabe der Gelder durch den ACI erfolgreich war, ist bislang ungeklärt.
Die einzige ernstzunehmende Konkurrenz aus dem Ausland waren die fünf Lago-Talbot. Der Lago-Talbot T26C mit seinem 4,5-Liter-Saugmotor war 1948 in kleiner Stückzahl produziert worden und stellte ein nahezu ideales Fahrzeug für die zahlreichen französischen Privatfahrer dar. Standfest und leicht zu warten mangelte es ihm zwar etwas an Fahrdynamik und Geschwindigkeit, sein Hauptvorteil lag jedoch darin, dass das Auto, im Gegensatz zu den Rennwagen mit Kompressormotoren, regelmäßig ohne zeitraubenden Tankstopp über die Grand-Prix-Distanzen kam. Auf diese Weise war auch Louis Rosier kurz vorher beim Großen Preis von Belgien zu einem aufsehenerregenden Überraschungserfolg gekommen. Neben ihm hatte außerdem auch Grand-Prix-Veteran Philippe Étancelin am Steuer eines Lago-Talbot in dieser Saison einige Male recht beeindruckende Leistungen gezeigt, während die übrigen Fahrer, Pierre Levegh, Guy Mairesse und auch der in Großbritannien aufgewachsene Belgier Johnny Claes, noch weitgehend namenlos waren.
Die drei verbliebenen Teilnehmer waren dagegen fast zu vernachlässigen. Aus Großbritannien war Cuth Harrison nach Monza gekommen, dessen ERA C-Type aus der Vorkriegszeit durch Anbringen einiger etwas stromlinienförmiger gestalteten Karosserieteile zumindest äußerlich etwas „modernisiert“ war. Trotz des antiquierten Materials zeigte er im Rennen eine durchaus ansprechende Vorstellung und konnte am Ende, wenn auch mit erheblichem Rückstand, den sechsten Platz erringen. Der Delahaye des Franzosen Eugène Chaboud war im Prinzip ein zweisitziger Rennsportwagen, der schon 1946 durch Entfernen von Scheinwerfern und Kotflügeln sowie Verwendung einer Stromlinienkarosserie zum Behelfs-Rennwagen umgerüstet worden war. Der Platé-Talbot schließlich, von seinem Besitzer Luigi Platé gesteuert, reichte in seinem Ursprung sogar auf den Grand-Prix-Talbot von 1926 zurück, der in der Zwischenzeit von seinen späteren Besitzern allerdings bis nahezu zur Unkenntlichkeit – unter anderem durch Austausch von Fahrwerkskomponenten und Rahmen – immer wieder modifiziert worden war. Zumindest stellte jedoch die Verwendung des 26 Jahre alten Motors einen absoluten Altersrekord in der Grand-Prix-Geschichte dar.
Im Rennen war Ascari mit seinem neuen Ferrari eine Klasse für sich. Auch bevor Villoresi in der 27. Runde mit gebrochenem Schalthebel aufgeben musste, hatte er bereits 40 Sekunden Vorsprung auf ihn herausgefahren und konnte es sich nun leisten, mit Rücksicht auf das Material langsamer zu fahren, ohne dass seine Führung in Gefahr geriet. Dahinter hatte der Argentinier Benedicto Campos mit seinem vom argentinischen Automobilclub ACA finanzierten Maserati in einem seiner besten Rennen nach dem Ausfall Villoresis die zweite Position übernommen, bis auch er nach zwei Dritteln der Distanz mit technischem Defekt ausschied. Nächster Profiteur war Étancelin, der mit seinem Lago-Talbot anfangs noch weiter zurück im Mittelfeld gelegen hatte, sich aber mit der gewohnten Non-Stopp-Strategie gegenüber den Tankstopps der kompressorbetriebenen Konkurrenten Position um Position nach vorne geschoben hatte und schließlich nach einer weiteren großartigen Fahrt Position zwei erzielte. Trotz insgesamt zweier Stopps des führenden Ferrari konnte er den Rückstand auf Ascari nicht entscheidend verringern, sondern überquerte die Ziellinie mit über einer Runde Rückstand auf den Sieger. Ascaris Erfolg wurde jedoch nachträglich in Frage gestellt, als bekannt wurde, dass Ascari bei einem seiner Stopps von vier Mechanikern angeschoben worden war. Das widersprach zwar dem internationalen Reglement für Grand-Prix-Rennen, war aber offenbar durch die Regularien des ACI gedeckt. Jedenfalls verzichtete Étancelin am Ende auf einen Protest, sodass Ascari und Ferrari ihren jeweils zweiten Sieg in Folge behalten durften. Fahrer wie Team hatten damit ihren endgültigen Durchbruch im Grand-Prix-Sport erreicht. Der Erfolg konnte allerdings nicht darüber hinwegtäuschen, dass Ascaris Renndurchschnitt deutlich langsamer als bei Wimilles Siegesfahrt auf dem Alfa Romeo Alfetta im Vorjahr beim Eröffnungsrennen an gleicher Stelle war.

## Meldeliste
| Team                 | Nr. | Fahrer                      | Info | Chassis                  | Motor                                  | Reifen |
| -------------------- | --- | --------------------------- | ---- | ------------------------ | -------------------------------------- | ------ |
| Squadra Argentina a  | 02  | Benedicto Campos            |      | Maserati „4CLT/48“ b     | Maserati 4CL 1.5L I4 Kompressor        |        |
| Squadra Argentina a  | 02  | Piero Taruffi               | RES  |                          |                                        |        |
| Scuderia Milan       | 04  | Giuseppe Farina             |      | Maserati 4CLT/48 c       | Maserati-Speluzzi 1.5L I4 Kompressor   |        |
| Scuderia Milan       | 52  | Piero Taruffi               |      | Maserati 4CLT/48 c       | Maserati-Speluzzi 1.5L I4 Kompressor   |        |
| Scuderia E. Platé    | 06  | „B. Bira“                   |      | Maserati „4CLT/48“       | Maserati 4CL 1.5L I4 Kompressor        |        |
| Scuderia E. Platé    | 42  | Toulo de Graffenried        |      | Maserati „4CLT/48“       | Maserati 4CL 1.5L I4 Kompressor        |        |
| Scuderia Ferrari     | 08  | Alberto Ascari              |      | Ferrari 125 GPC „1949“ d | Ferrari 125 „1949“ 1.5L V12 Kompressor |        |
| Scuderia Ferrari     | 34  | Luigi Villoresi             | DNA  | Ferrari 125 GPC „1949“ d | Ferrari 125 „1949“ 1.5L V12 Kompressor |        |
| Scuderia Ferrari     | 16  | Felice Bonetto              |      | Ferrari 125 GPC          | Ferrari 125 1.5L V12 Kompressor        |        |
| Scuderia Ferrari     | 40  | Raymond Sommer              |      | Ferrari 125 GPC          | Ferrari 125 1.5L V12 Kompressor        |        |
| Écurie Rosier        | 10  | Louis Rosier                |      | Talbot-Lago T26C         | Talbot-Lago T26 4.5L I6                |        |
| Y. Giraud-Cabantous  | 12  | Yves Giraud-Cabantous       | DNA  | Talbot-Lago T26C         | Talbot-Lago T26 4.5L I6                |        |
| L. Platé             | 14  | Nello Pagani/ Luigi Platé e |      | Platé-Talbot „Speziale“  | Talbot 1.5L I8 Kompressor              |        |
| SFACS Ecurie France  | 18  | Louis Chiron                | DNA  | Talbot-Lago T26C         | Talbot-Lago T26 4.5L I6                |        |
| SFACS Ecurie France  | 22  | Guy Mairesse                |      | Talbot-Lago T26C         | Talbot-Lago T26 4.5L I6                |        |
| R. Parnell           | 20  | Reg Parnell                 |      | Maserati „4CLT/48“       | Maserati 4CL 1.5L I4 Kompressor        |        |
| David Murray         | 24  | David Murray                |      | Maserati „4CLT/48“       | Maserati 4CL 1.5L I4 Kompressor        |        |
| L. de Filippis       | 26  | Clemente Biondetti          |      | Maserati „4CLT/48“       | Maserati 4CL 1.5L I4 Kompressor        |        |
| Écurie Lutetia       | 28  | Eugène Chaboud              |      | Delahaye 135S „Spéciale“ | Delahaye 4.5L I6                       |        |
| H. Louveau           | 30  | Henri Louveau               |      | Maserati 4CL             | Maserati 4CL 1.5L I4 Kompressor        |        |
| F. Rol               | 32  | Franco Rol                  |      | Maserati 4CLT/48         | Maserati 4CL 1.5L I4 Kompressor        |        |
| Leslie Brooke        | 36  | Leslie Brooke               |      | Maserati 4CLT/48         | Maserati 4CL 1.5L I4 Kompressor        |        |
| Écurie Mundia Course | 38  | „Raph“                      | DNA  | Talbot-Lago T26C         | Talbot-Lago T26 4.5L I6                |        |
| C. Harrison          | 44  | Cuth Harrison               |      | ERA C-Type               | ERA 1.5L I6 Kompressor                 |        |
| P. Whitehead         | 46  | Peter Whitehead             |      | Ferrari 125 GPC          | Ferrari 125 1.5L V12 Kompressor        |        |
| F. Séchehaye         | 48  | Frank Séchehaye             | DNA  | Maserati 4CL(T) f        | Maserati 4CL 1.5L I4 Kompressor        |        |
| Écurie Belge         | 50  | Johnny Claes                |      | Talbot-Lago T26C         | Talbot-Lago T26 4.5L I6                |        |
| P. Étancelin         | 54  | Philippe Étancelin          |      | Talbot-Lago T26C         | Talbot-Lago T26 4.5L I6                |        |
| P. Bouillin          | 56  | „Pierre Levegh“             |      | Talbot-Lago T26C         | Talbot-Lago T26 4.5L I6                |        |

## Startaufstellung
| 1                    | 2                         | 3                    | 4                  |
| -------------------- | ------------------------- | -------------------- | ------------------ |
| Ascari 2:05,0 min    | Villoresi 2:05,4 min      | Farina 2:07,8 min    | Sommer 2:09,8 min  |
| 5                    | 6                         | 7                    | 8                  |
| Campos 2:11,8 min    | de Graffenried 2:12,6 min | „B. Bira“ 2:13,0 min | Bonetto 2:13,6 min |
| 9                    | 10                        | 11                   | 12                 |
| Étancelin 2:13,8 min | Biondetti 2:14,0 min      | Rosier 2:15,0 min    | Rol 2:16,4 min     |
| 13                   | 14                        | 15                   | 16                 |
| Parnell 2:16,8 min   | „Levegh“ 2:17,4 min       | Harrison 2:17,4 min  | Claes 2:19,2 min   |
| 17                   | 18                        | 19                   | 20                 |
| Murray 2:21,4 min    | Whitehead 2:22,8 min      | Mairesse 2:22,8 min  | Chaboud 2:23,4 min |
| 21                   | 22                        | 23                   | 24                 |
| Louveau 2:31,0 min   | Pagani 2:33,8 min         | Brooke 2:37,8 min    | Taruffi ohne Zeit  |

## Rennergebnis
| Pos. | Nr. | Fahrer               | Konstrukteur | Runden | Zeit        | Ausfallgrund         |
| ---- | --- | -------------------- | ------------ | ------ | ----------- | -------------------- |
| 1    | 8   | Alberto Ascari       | Ferrari      | 80     | 2:58.53,6 h |                      |
| 2    | 54  | Philippe Étancelin   | Talbot-Lago  | 79     | + 01 Runde  |                      |
| 3    | 6   | „B. Bira“            | Maserati     | 77     | + 03 Runden |                      |
| 4    | 42  | Toulo de Graffenried | Maserati     | 76     | + 04 Runden |                      |
| 5    | 40  | Raymond Sommer       | Ferrari      | 75     | + 05 Runden |                      |
| 6    | 44  | Cuth Harrison        | ERA          | 75     | + 05 Runden |                      |
| 7    | 52  | Piero Taruffi        | „Milano“     | 64     | + 16 Runden |                      |
| NC   | 50  | Johnny Claes         | Talbot-Lago  | 62     | + 18 Runden |                      |
| NC   | 30  | Henri Louveau        | Maserati     | 59     | + 21 Runden |                      |
| DNF  | 2   | Benedicto Campos     | Maserati     | 55     |             | Pleuel               |
| DNF  | 28  | Eugène Chaboud       | Delahaye     | 55     |             | Überhitzung          |
| DNF  | 10  | Louis Rosier         | Talbot-Lago  | 49     |             | Kurbelwelle          |
| DNF  | 24  | David Murray         | Maserati     | 46     |             | Unfall               |
| DNF  | 56  | „Pierre Levegh“      | Talbot-Lago  | 34     |             | Hinterachse          |
| DNF  | 32  | Franco Rol           | Maserati     | 31     |             | Motor                |
| DNF  | 22  | Guy Mairesse         | Talbot-Lago  | 29     |             | Unfall               |
| DNF  | 34  | Luigi Villoresi      | Ferrari      | 27     |             | Getriebe / Schaltung |
| DNF  | 4   | Giuseppe Farina      | „Milano“     | 17     |             | Motor / Aufgabe      |
| DNF  | 36  | Leslie Brooke        | Maserati     | 17     |             | Kraftstoffpumpe      |
| DNF  | 16  | Felice Bonetto       | Ferrari      | 15     |             | Zylinderkopfdichtung |
| DNF  | 18  | Peter Whitehead      | Ferrari      | 10     |             | Fehlzündungen        |
| DNF  | 20  | Reg Parnell          | Maserati     | 4      |             | Pleuel               |
| DNF  | 26  | Clemente Biondetti   | Maserati     | 3      |             | Aufgegeben           |
| DNF  | 14  | Nello Pagani         | Platé-Talbot | 2      |             | Motor                |

Schnellste Rennrunde:  Alberto Ascari (Alfa Romeo), 2:06,8 min = 179,20 km/h